# 新疆生产建设兵团第六师一〇二团
新疆生产建设兵团一〇二团是中华人民共和国新疆维吾尔自治区新疆生产建设兵团第六师下辖的一个团，与2012年7月11日成立的五家渠市梧桐镇实行“团镇合一”的管理体制。所在地名为梧桐窝子，位於天山北麓准噶尔盆地南缘。成立于1950年代，過去曾使用過八一农场之名稱。

## 行政区划
新疆生产建设兵团第六师一〇二团下辖以下单位：
团部、一连、二连、三连、四连、五连、六连、七连、八连和九连。